# Етнескери
Етнеске́ри (рос. Этнескеры, чув. Этнескер) — присілок у складі Маріїнсько-Посадського району Чувашії, Росія. Входить до складу Першочурашевського сільського поселення.
Населення — 36 осіб (2010; 67 у 2002).
Національний склад:
- чуваші — 100 %